# Несика Бич (Орегон)
Несика Бич (енгл. Nesika Beach) насељено је место без административног статуса у америчкој савезној држави Орегон.

## Демографија
По попису из 2010. године број становника је 463.
| Група             | 2000.    | 2010.       |
| Белци             | 0 (0,0%) | 432 (93,3%) |
| Афроамериканци    | 0 (0,0%) | 1 (0,2%)    |
| Азијати           | 0 (0,0%) | 4 (0,9%)    |
| Хиспаноамериканци | 0 (0,0%) | 15 (3,2%)   |
| Укупно            | 0        | 463         |